# سوزان ای مورس
سوزان ای مورس (انگلیسی: Susan E. Morse؛ زادهٔ ۱۹۵۲) یک تدوین‌گر اهل ایالات متحده آمریکا است. 